# WWE 스튜디오

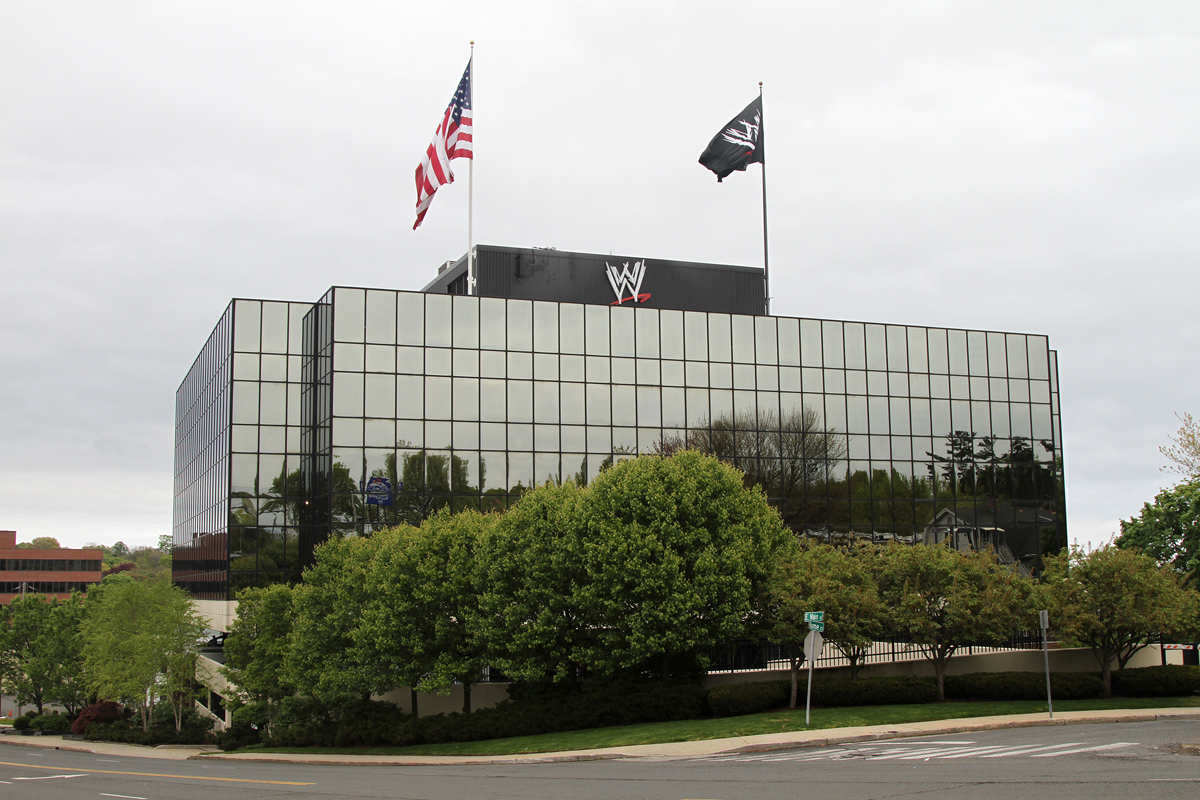

WWE 스튜디오(WWE Studios Inc.)는 WWE가 2002년에 WWE 필름(WWE Films)이라는 이름으로 설립한 회사로, 본사는 로스앤젤레스에 위치해 있다. 극장용 영화, 텔레비전 영화, 비디오 영화 등 다양한 플랫폼을 제작해왔다.

## 역사
회사 설립 전 WWE는 헐크 호건이 출연한 1989년 영화 《죽느냐 사느냐》를 제작하였다.
2002년 WWE 스튜디오가 WWE 필름이라는 이름으로 설립되었다.
2005년 1월 WWE는 존 시나 주연의 《더 마린》, 스티브 오스틴 주연의 《컨뎀드》, 후에 《씨 노 이블》로 제목이 변경된 케인 주연의 《굿나이트》를 제작한다고 발표하였다.
2008년 7월 21일 WWE 필름이 WWE 스튜디오로 개명되었다.

## 영화
| 연도 | 제목                                            | WWE 슈퍼스타 출연자 | 비고                                                                                          |
| ---- | ----------------------------------------------- | --- | --------------------------------------------------------------------------------------------- |
| 2002 | 스콜피온 킹                                     | 더 록 | WWF 엔터테인먼트로 표기                                                                       |
| 2003 | 웰컴 투 더 정글                                 | 더 록 | WWE 필름으로 표기된 첫 극장용 영화                                                            |
| 2004 | 워킹 톨                                         | 더 록 |                                                                                               |
| 2004 | 더 마니아 오브 레슬마니아                       | WWE 소속 선수들 | 원제: The Mania of WrestleMania, 다큐멘터리, WWE 필름의 첫 단독 제작 영화, 레슬마니아 19 소재 |
| 2006 | 씨 노 이블                                      | 케인 |                                                                                               |
| 2006 | 더 마린                                         | 존 시나 |                                                                                               |
| 2007 | 컨뎀드                                          | 스티브 오스틴 | WWE 필름으로 표기된 마지막 극장용 영화                                                        |
| 2008 | 에너미 라인스 3                                 | 미스터 케네디 | 비디오 영화                                                                                   |
| 2009 | 12 라운드                                       | 존 시나 | WWE 스튜디오로 표기된 첫 극장용 영화                                                          |
| 2009 | 더 마린 2                                       | 테드 디비아시 주니어 | 비디오 영화                                                                                   |
| 2010 | 레전더리                                        | 존 시나 | 원제: Legendary                                                                               |
| 2010 | 넉클헤드                                        | 빅 쇼 | 원제: Knucklehead                                                                             |
| 2011 | 더 샤프롱                                       | 폴 “트리플 H” 러베크 | 원제: The Chaperone                                                                           |
| 2011 | 댓츠 왓 아이 엠                                 | 랜디 오턴 | 원제: That's What I Am                                                                        |
| 2011 | 인사이드 아웃                                   | 폴 “트리플 H” 러베크 | 원제: Inside Out                                                                              |
| 2011 | 블러드 브라더스                                 | 존 시나 | 원제: The Reunion                                                                             |
| 2012 | 밴딩 러 룰스                                    | 에지 | 원제: Bending the Rules                                                                       |
| 2012 | 더 데이                                         | | 배급만 담당                                                                                   |
| 2012 | 바리케이드                                      | |                                                                                               |
| 2012 | 더 마린 3                                       | 더 미즈 | 비디오 영화                                                                                   |
| 2013 | 퍼펙트                                          | 웨이드 배럿 |                                                                                               |
| 2013 | 더 콜                                           | 데이비드 오텅가 |                                                                                               |
| 2013 | 노 원 리브스                                    | 브로더스 클레이 |                                                                                               |
| 2013 | 퀸스 오브 더 링                                 | 카메오 출연 | 원제: Queens of the Ring                                                                      |
| 2013 | 12 라운드 2                                     | 랜디 오턴 | 비디오 영화                                                                                   |
| 2013 | 크리스마스 바운티                               | 더 미즈 | 텔레비전 영화                                                                                 |
| 2014 | 스쿠비 두! 레슬마니아 미스터리                  | 목소리 출연 | 비디오 영화, 애니메이션                                                                       |
| 2014 | 오큘러스                                        | |                                                                                               |
| 2014 | 도망자                                          | | 원제: Road to Paloma, 배급만 담당                                                             |
| 2014 | 레프리콘: 오리진스                              | 혼스워글 |                                                                                               |
| 2014 | 씨 노 이블 2                                    | 케인 | 원제: See No Evil 2, 비디오 영화                                                              |
| 2014 | 솔드 아웃 2                                     | 산티노 마렐라 | 원제: Jingle All the Way 2, 비디오 영화                                                       |
| 2015 | 벤데타                                          | 빅 쇼 | 원제: Vendetta, 비디오 영화, 액션 식스팩 시리즈 1편                                           |
| 2015 | 더 플린트스톤스 앤드 WWE: 스톤 에이지 스맥다운! | 목소리 출연 | 원제: The Flintstones & WWE: Stone Age SmackDown!, 비디오 영화, 애니메이션                    |
| 2015 | 더 마린 4                                       | 더 미즈, 서머 레이 | 원제: The Marine 4: Moving Target, 비디오 영화                                                |
| 2015 | 12 라운드 3: 락다운                             | 딘 앰브로즈 |                                                                                               |
| 2015 | 컨뎀드 2                                        | 랜디 오턴 | 원제: The Condemned 2                                                                         |
| 2015 | 산타스 리틀 헬퍼                                | 더 미즈, 페이지, 머리즈 울렛                                                                                             | 원제: Santa's Little Helper, 비디오 영화                                                      |
| 2016 | 카운트다운                                      | 돌프 지글러, 케인, 카메오 출연                                                                                           | 원제: Countdown, 비디오 영화                                                                  |
| 2016 | 텀 라이프                                       | | 원제: Term Life, 제한 상영                                                                    |
| 2016 | 인테러게이션                                    | 에지, 라나 | 원제: Interrogation, 액션 식스팩 시리즈 3편                                                   |
| 2016 | 스쿠비 두! 앤드 WWE: 커스 오브 더 스피드 디먼   | 목소리 출연 | 원제: Scooby-Doo! and WWE: Curse of the Speed Demon, 비디오 영화, 애니메이션                  |
| 2016 | 인카네이트                                      | 마크 헨리 |                                                                                               |
| 2016 | 엘리미네이터                                    | 웨이드 배럿 |                                                                                               |
| 2017 | 서핑 업 2: 웨이브 마니아                        | 목소리 출연 | 비디오 영화, 애니메이션                                                                       |
| 2017 | 교회오빠 개빈                                   | 숀 마이클스 | 원제: The Resurrection of Gavin Stone                                                         |
| 2017 | 더 젯슨스 앤드 WWE: 로보레슬마니아!             | 목소리 출연 | 원제: The Jetsons & WWE: Robo-WrestleMania!, 비디오 영화, 애니메이션                          |
| 2017 | 슬레이트                                        | | 원제: Sleight, 배급만 담당                                                                    |
| 2017 | 퓨어 컨트리: 퓨어 하트                          | 숀 마이클스 | 원제: Pure Country: Pure Heart, 비디오 영화                                                   |
| 2017 | 이스케이프 플랜: 코드네임 제로                  | 세스 롤린스 | 원제: Armed Response, 비디오 영화                                                             |
| 2017 | 용쟁호투: 전설의 시작                           | | 원제: Birth of the Dragon                                                                     |
| 2017 | 킬링 해슬호프                                   | 디 아이언 시크, 헐크 호건                                                                                                | 원제: Killing Hasselhoff, 비디오 영화                                                         |
| 2017 | 마린 5: 배틀그라운드                            | 더 미즈, 머리즈 울렛, 히스 슬레이터, 커티스 액슬, 보 댈러스, 나오미.                                                     | 원제: The Marine 5: Battleground, 비디오 영화                                                 |
| 2018 | 마린 6: 격투                                    | 더 미즈, 베키 린치, 숀 마이클스                                                                                          | 원제: The Marine 6: Close Quarters, 비디오 영화                                               |
| 2018 | 블러드 브러더                                   | R트루스 | 원제: Blood Brother                                                                           |
| 2019 | 파이팅 위드 마이 패밀리                         | 더 록, 빅 쇼, 셰이머스, 더 미즈, 젤리나 베가                                                                             |                                                                                               |
| 2020 | 더 버디 게임즈                                  | 셰이머스 | 원제: Buddy Games                                                                             |
| 2020 | 매직 마스크 레슬러                              | 셰이머스, 더 미즈, 코피 킹스턴, 베스 피닉스, 바바툰데 아이예그부시, 키스 리, 미아 임, 오티스, 러네이 영, 코리 그레이브스 |                                                                                               |
| 2021 | 언더테이커의 저주받은 저택                      | 디 언더테이커, 코피 킹스턴, 빅 E, 제이비어 우즈                                                                          | 원제: Escape the Undertaker                                                                   |
| 2021 | 럼블                                            | 베키 린치, 로먼 레인스                                                                                                   |                                                                                               |